# 日本仏教学会
日本仏教学会（日本佛教学会、にほんぶっきょうがっかい、英語: The Nippon Buddhist Research Association）は、日本の学術研究団体の一つ。

## 沿革
1928年（昭和3）5月16日、大正大学の渡辺海旭が京都に赴き、京都の仏教系大学および専門学校の代表者に対して仏教研究のみを目的とする全国的学会の創立を提案したことに発した。1928年12月9日に設立され、大谷大学において発会式並びに第1回大会を開催。当時の名称は「日本佛教学協会」であった。
太平洋戦争後の1947年、名称を「日本佛教学会」に改称。学術研究団体としての種別は単独学会である。

## 組織・活動内容
言語学、文学、哲学、心理学など幅広い分野を学術研究領域としている。
組織
東部および西部に事務所が置かれている。学会の維持は、加盟校の負担、ならびに個人会員の会費および寄付金等によって支えられている。

## 刊行物

### 日本佛教學會年報
- 誌名（和文）：日本佛教學會年報
- 誌名（欧文）：THE JOURNAL OF THE NIPPON BUDDHIST RESEARCH ASSOCIATION
- 創刊年：1928
- 資料種別：ジャーナル（査読付き論文を含む）
- 使用言語：日本語（英文抄録あり）
- 発行形態：印刷体
- 著作権帰属先：学会
- クリエイティブコモンズ：定めていない
- 購読：-